# Nati nel 1959/Aprile
| Questa pagina contiene informazioni ricavate automaticamente dalle voci biografiche con l'ausilio del template Bio e di un bot. L'aggiornamento è periodico e automatico e ricostruisce completamente la pagina. Se manca una persona in questa lista, sei pregato di non aggiungerla, ma accertati piuttosto che la sua voce biografica contenga il template Bio e che i dati anagrafici siano correttamente compilati. Se il template Bio manca, inseriscilo tu stesso o, in alternativa, metti l'avviso {{tmp\|Bio}} che ne segnala la mancanza. Se i dati riportati sono sbagliati, correggi direttamente la voce biografica; le modifiche saranno visibili in questa lista entro pochi giorni. Per chiarimenti vedi il progetto biografie. La lista contiene solo le 253 persone che sono citate nell'enciclopedia e per le quali è stato implementato correttamente il template Bio. Pagina aggiornata al 10 lug 2025. |

- 1º aprile - Rob Bottin, truccatore e effettista statunitense
- 1º aprile - Antonio D'Olivo, giornalista italiano
- 1º aprile - Daisuke Nishio, regista e animatore giapponese
- 1º aprile - Helmut Duckadam, calciatore rumeno († 2024)
- 1º aprile - Ivan G'Vera, attore cecoslovacco
- 1º aprile - Per Terje Markussen, ex calciatore norvegese
- 1º aprile - Christian Thielemann, direttore d'orchestra tedesco
- 1º aprile - Sandro Veronesi, scrittore italiano
- 2 aprile - Badou Zaki, allenatore di calcio e ex calciatore marocchino
- 2 aprile - Gelindo Bordin, ex maratoneta italiano
- 2 aprile - Franco De Falco, dirigente sportivo, allenatore di calcio e ex calciatore italiano
- 2 aprile - Alberto Fernández, politico e avvocato argentino
- 2 aprile - David Frankel, regista, sceneggiatore e produttore televisivo statunitense
- 2 aprile - Brian Goodell, ex nuotatore statunitense
- 2 aprile - Masataka Imai, allenatore di calcio, ex calciatore e ex giocatore di calcio a 5 giapponese
- 2 aprile - Yousif Latif Jaralla, cantastorie iracheno
- 2 aprile - Kazuhisa Kondō, fumettista giapponese
- 2 aprile - Marie Kumlin, ex cestista svedese
- 2 aprile - John Lauridsen, ex calciatore danese
- 2 aprile - Mai Masri, regista palestinese
- 2 aprile - Salvatore Messana, politico italiano
- 2 aprile - Mathilde Monnier, coreografa francese
- 2 aprile - Juha Kankkunen, pilota di rally finlandese
- 3 aprile - Massimo Ferro, arbitro di calcio e politico italiano
- 3 aprile - Leslie Frazier, ex giocatore di football americano e allenatore di football americano statunitense
- 3 aprile - Pascal Miézan, calciatore ivoriano († 2006)
- 3 aprile - Amy Morton, attrice statunitense
- 3 aprile - Gianfranco Nappi, politico italiano
- 3 aprile - David Hyde Pierce, attore e doppiatore statunitense
- 3 aprile - Leonid Yurtaev, scacchista kirghiso († 2011)
- 4 aprile - Nicola D'Ottavio, dirigente sportivo e ex calciatore italiano
- 4 aprile - Viktor Elbling, diplomatico tedesco
- 4 aprile - Phil Morris, attore e doppiatore statunitense
- 4 aprile - Šamil' Sabirov, ex pugile sovietico
- 5 aprile - Armin Andres, ex cestista e allenatore di pallacanestro tedesco
- 5 aprile - Chang Woe-ryong, allenatore di calcio e ex calciatore sudcoreano
- 5 aprile - Daniele Cioni, tiratore a volo italiano († 2021)
- 5 aprile - Miguel Ângelo da Luz, allenatore di pallacanestro brasiliano
- 5 aprile - Yossi Ghinsberg, scrittore israeliano
- 5 aprile - Osama Kamal, politico e ingegnere egiziano
- 5 aprile - Satoru Kobayashi, goista giapponese
- 5 aprile - Nino La Rocca, ex pugile maliano
- 5 aprile - Stacy Margolin, ex tennista statunitense
- 6 aprile - Antonio Coll, ex ciclista su strada spagnolo
- 6 aprile - Michael Corrente, produttore cinematografico, regista e attore statunitense
- 6 aprile - Mike Ezell, politico statunitense
- 6 aprile - Maurizio Ferro, ex cestista e allenatore di pallacanestro italiano
- 6 aprile - Maria Kurz-Schlechter, ex sciatrice alpina austriaca
- 6 aprile - Mark Strickson, attore britannico
- 6 aprile - Goran Sukno, ex pallanuotista jugoslavo
- 6 aprile - Pietro Vierchowod, ex calciatore e allenatore di calcio italiano
- 6 aprile - Emma Vilarasau, attrice spagnola
- 6 aprile - Georgi Čomakov, ex schermidore bulgaro
- 7 aprile - Jamal Al-Qabendi, calciatore kuwaitiano († 2021)
- 7 aprile - Michael Almereyda, regista, sceneggiatore e produttore cinematografico statunitense
- 7 aprile - Philip Gröning, regista e sceneggiatore tedesco
- 7 aprile - Luiz Gustavo Lage, ex cestista brasiliano
- 7 aprile - Liborius Ndumbukuti Nashenda, arcivescovo cattolico namibiano
- 7 aprile - Domenico Valter Rizzo, giornalista e scrittore italiano
- 7 aprile - Jean-Marie Wampers, ex ciclista su strada e dirigente sportivo belga
- 7 aprile - Paulo Eduardo de Jesus Pinho, allenatore di calcio a 5 e ex giocatore di calcio a 5 brasiliano
- 8 aprile - Mark Baker, animatore e produttore cinematografico britannico
- 8 aprile - Marco Baron, allenatore di hockey su ghiaccio e ex hockeista su ghiaccio canadese
- 8 aprile - Alain Bondue, ex pistard, ciclista su strada e dirigente sportivo francese
- 8 aprile - Lucio Caizzi, attore, comico e cabarettista italiano
- 8 aprile - Irfan Hysenbelliu, imprenditore albanese
- 8 aprile - Michael Hübner, pistard tedesco († 2024)
- 8 aprile - Andy Nye, compositore e tastierista britannico
- 8 aprile - Algirdas Paulauskas, allenatore di pallacanestro lituano
- 9 aprile - Tomas Bodin, tastierista e compositore svedese
- 9 aprile - Johnny Broers, ex ciclista su strada olandese
- 9 aprile - Fred Dekker, regista, sceneggiatore e produttore televisivo statunitense
- 9 aprile - Cameron Dye, attore e cantante statunitense
- 9 aprile - Peter Gajdoš, politico slovacco
- 9 aprile - Machmud-Ali Kalimatov, avvocato e politico russo
- 9 aprile - Jean-Marie Le Vert, vescovo cattolico francese
- 9 aprile - Alain Platel, coreografo belga
- 9 aprile - Victoria Redel, scrittrice e poetessa statunitense
- 9 aprile - Antonio Sassarini, ex calciatore italiano
- 9 aprile - Steen Secher, ex velista danese
- 9 aprile - Kiro Stojanov, vescovo cattolico macedone
- 9 aprile - Alessandro Vocalelli, giornalista italiano
- 10 aprile - Babyface, cantante, compositore e produttore discografico statunitense
- 10 aprile - Simeï Ihily, ex calciatore francese
- 10 aprile - Gugu Liberato, showman, cantante e attore brasiliano († 2019)
- 10 aprile - Jochen Nickel, attore tedesco
- 10 aprile - Élisabeth Platel, ex ballerina francese
- 10 aprile - Brian Setzer, chitarrista, cantante e compositore statunitense
- 10 aprile - Stanislaw Tillich, politico tedesco
- 10 aprile - Robert Van't Hof, ex tennista statunitense
- 11 aprile - Aleandro Baldi, cantautore italiano
- 11 aprile - Massimo Bray, editore, politico e storico italiano
- 11 aprile - John Parish, musicista, cantautore e produttore discografico britannico
- 11 aprile - Nadežda Patrakeeva-Andreeva, sciatrice alpina sovietica († 2014)
- 11 aprile - Ana Maria Polo, avvocata e conduttrice televisiva statunitense
- 12 aprile - Pascal Barré, ex velocista francese
- 12 aprile - Patrick Barré, ex velocista francese
- 12 aprile - Pierre Chappaz, imprenditore francese
- 12 aprile - Choi Kang-hee, allenatore di calcio e ex calciatore sudcoreano
- 12 aprile - Emilio De Marchi, attore italiano
- 12 aprile - Paolo Revelli, ex nuotatore italiano
- 12 aprile - Markus Vinzent, storico delle religioni tedesco
- 12 aprile - Edvīns Ķeņģis, scacchista lettone
- 13 aprile - Francisco Güerri, ex calciatore spagnolo
- 13 aprile - Salva Maldonado, allenatore di pallacanestro spagnolo
- 13 aprile - Jodie Markell, attrice e regista statunitense
- 13 aprile - Marco Posani, autore televisivo italiano
- 14 aprile - Roberto Brunamonti, ex cestista, allenatore di pallacanestro e dirigente sportivo italiano
- 14 aprile - Jimmy Jack Funk, ex wrestler statunitense
- 14 aprile - Rosario Gisana, vescovo cattolico italiano
- 14 aprile - Massimo Lattuca, ex calciatore italiano
- 14 aprile - Irma Libohova, cantante albanese
- 14 aprile - Mark Pillow, attore britannico
- 15 aprile - Fruit Chan, regista, sceneggiatore e montatore cinese
- 15 aprile - Ray Neufeld, ex hockeista su ghiaccio canadese
- 15 aprile - Emma Thompson, attrice e sceneggiatrice britannica
- 15 aprile - Thomas F. Wilson, attore e comico statunitense
- 16 aprile - Michael Reed Barratt, astronauta e medico statunitense
- 16 aprile - David Feiss, regista statunitense
- 16 aprile - Koi Ikeno, fumettista e illustratrice giapponese
- 16 aprile - Dan Lett, attore canadese
- 16 aprile - Fulvio Macciardi, violinista e direttore teatrale italiano
- 16 aprile - Marc Madiot, dirigente sportivo, ex ciclista su strada e ciclocrossista francese
- 16 aprile - Roberto Marchesini, filosofo, etologo e saggista italiano
- 16 aprile - Pino Nicolosi, pianista, arrangiatore e produttore discografico italiano
- 17 aprile - Sean Bean, attore britannico
- 17 aprile - Peter Doig, pittore britannico
- 17 aprile - Fabio Granata, politico italiano
- 17 aprile - David Hunt, ex calciatore inglese
- 17 aprile - Zoran Krečković, ex cestista e allenatore di pallacanestro serbo
- 17 aprile - Li Meisu, ex pesista cinese
- 17 aprile - Majid Majidi, regista, sceneggiatore e produttore cinematografico iraniano
- 17 aprile - Jean Ravelonarivo, militare e politico malgascio
- 17 aprile - Walter Ricciardi, igienista, funzionario e attore italiano
- 17 aprile - Peter Simonsen, ex calciatore neozelandese
- 18 aprile - Gretha Boston, attrice e cantante statunitense
- 18 aprile - Susan Faludi, giornalista e scrittrice statunitense
- 18 aprile - Carlos Freire, ex calciatore portoghese
- 18 aprile - Neri Pollastri, filosofo italiano
- 18 aprile - Carol Sealey, ex cestista canadese
- 18 aprile - Debbie Combs, ex wrestler statunitense
- 19 aprile - Patricia Charbonneau, attrice statunitense
- 19 aprile - Finn Krogh, ex calciatore norvegese
- 19 aprile - Dario Voltolini, scrittore e blogger italiano
- 20 aprile - Jean-Yves Ferri, fumettista francese
- 20 aprile - Juan Antonio Guerrero Alves, presbitero e gesuita spagnolo
- 20 aprile - Wim Hof, sportivo olandese
- 20 aprile - Clint Howard, attore statunitense
- 20 aprile - Boris Kokorev, tiratore a segno russo († 2018)
- 20 aprile - Paolo Lepori, ex canoista italiano
- 20 aprile - Stefano Manetti, vescovo cattolico italiano
- 20 aprile - Paola Morra, attrice italiana
- 20 aprile - Yuji Okumoto, attore statunitense
- 20 aprile - Paolo Tassetto, preparatore atletico italiano
- 20 aprile - James Wong, regista, sceneggiatore e produttore televisivo statunitense
- 21 aprile - Tracy Jackson, ex cestista statunitense
- 21 aprile - Tim Jacobus, disegnatore statunitense
- 21 aprile - Koço Kokëdhima, imprenditore e politico albanese
- 21 aprile - Ol'ga Kuragina, ex multiplista sovietica
- 21 aprile - Gianfranco Matteoli, dirigente sportivo italiano
- 21 aprile - Jerry Only, bassista e cantante statunitense
- 21 aprile - Arno Pijpers, allenatore di calcio e ex calciatore olandese
- 21 aprile - Maurizio Schincaglia, allenatore di calcio e ex calciatore italiano
- 21 aprile - Robert Smith, cantautore e polistrumentista britannico
- 21 aprile - Abdulla Yameen, politico maldiviano
- 22 aprile - Di Botcher, attrice gallese
- 22 aprile - Francis Castaing, ex ciclista su strada e pistard francese
- 22 aprile - Miguel Chevalier, artista francese
- 22 aprile - Sergio Costa, generale, poliziotto e politico italiano
- 22 aprile - Andre Gaddy, ex cestista statunitense
- 22 aprile - Vahagn Khachaturyan, economista e politico armeno
- 22 aprile - Gheorghe Liliac, ex calciatore rumeno
- 22 aprile - Freeman McNeil, ex giocatore di football americano statunitense
- 22 aprile - Alan Pauls, scrittore e giornalista argentino
- 22 aprile - Vito Pertosa, imprenditore italiano
- 22 aprile - Vlassis Rassias, attivista, editore e scrittore greco († 2019)
- 22 aprile - Catherine Mary Stewart, attrice canadese
- 22 aprile - Ryan Stiles, attore, comico e doppiatore statunitense
- 22 aprile - Rolf Storsveen, ex biatleta norvegese
- 23 aprile - Georgina Abela, cantante maltese
- 23 aprile - Guy Allison, compositore, tastierista e cantante statunitense
- 23 aprile - Leonardo Bitetto, allenatore di calcio e ex calciatore italiano
- 23 aprile - Mirella Izzo, attivista italiana († 2023)
- 23 aprile - Maria-Luise Rainer, ex slittinista italiana
- 23 aprile - Jonathan Sagall, attore, regista e sceneggiatore canadese
- 23 aprile - Carmen Summa, ex calciatrice italiana
- 23 aprile - Rob Taylor, ingegnere britannico
- 24 aprile - Doriano Bindi, ex pugile, ex giocatore di baseball e allenatore di baseball sammarinese
- 24 aprile - Ronnie Båthman, ex tennista svedese
- 24 aprile - Yvonne Cagle, astronauta statunitense
- 24 aprile - Silvia Cohen, attrice e conduttrice televisiva italiana
- 24 aprile - Glenn Morshower, attore statunitense
- 24 aprile - Domenico Rinaldi, tuffatore italiano
- 24 aprile - Patrizia Sandretto Re Rebaudengo, collezionista d'arte e mecenate italiana
- 24 aprile - Mario Saralegui, allenatore di calcio e ex calciatore uruguaiano
- 24 aprile - Fabrizio Verza, ex ciclista su strada italiano
- 24 aprile - Eric Wagner, cantante statunitense († 2021)
- 24 aprile - Paula Yates, conduttrice televisiva, scrittrice e giornalista britannica († 2000)
- 24 aprile - Luigi Zunino, imprenditore italiano
- 25 aprile - Fariba Adelkhah, antropologa francese
- 25 aprile - Enrique Benavent Vidal, arcivescovo cattolico spagnolo
- 25 aprile - Clarissa Burt, attrice e ex modella statunitense
- 25 aprile - Al'bina Juratu, insegnante, poetessa e scrittrice russa
- 25 aprile - Francesca Mambro, terrorista italiana
- 25 aprile - Bruce Mathison, ex giocatore di football americano statunitense
- 25 aprile - Takeaki Matsumoto, politico giapponese
- 25 aprile - Billy Rankin, chitarrista britannico
- 25 aprile - Leonardo Sonaglia, ex cestista e allenatore di pallacanestro italiano
- 25 aprile - Tiziana Virgili, medico e politica italiana
- 25 aprile - Britta Östman, ex sciatrice alpina svedese
- 26 aprile - Alex Attwood, politico britannico
- 26 aprile - Monica Stefania Baldi, politica italiana
- 26 aprile - John Corabi, chitarrista e cantante statunitense
- 26 aprile - Mirco De Stefani, compositore italiano
- 26 aprile - Tibisay Lucena, politica venezuelana († 2023)
- 26 aprile - Pedro Pierluisi, politico portoricano
- 26 aprile - Emanuela Silimbani, ex cestista italiana
- 27 aprile - Jim Duffy, allenatore di calcio e ex calciatore scozzese
- 27 aprile - Sheena Easton, cantante e attrice scozzese
- 27 aprile - Andrew Zachary Fire, biologo statunitense
- 27 aprile - Pam Iorio, politica statunitense
- 27 aprile - Nicholas Kristof, giornalista statunitense
- 27 aprile - Louis Lortie, pianista canadese
- 27 aprile - Neil Pearson, attore inglese
- 27 aprile - Marco Pirroni, chitarrista, paroliere e produttore discografico britannico
- 27 aprile - Italo Vegliante, attore, chitarrista e showman italiano
- 27 aprile - Dave Wilson, ex giocatore di football americano statunitense
- 28 aprile - Alessandro Cipriani, compositore italiano
- 28 aprile - Alessandro Cupisti, ex hockeista su pista e allenatore di hockey su pista italiano
- 28 aprile - Guido Dussin, politico e architetto italiano
- 28 aprile - Cassandra Gava, attrice e produttrice cinematografica statunitense
- 28 aprile - Dainis Kūla, ex giavellottista lettone
- 28 aprile - Billy Lansdowne, ex calciatore inglese
- 28 aprile - Erhard Loretan, alpinista svizzero († 2011)
- 28 aprile - Lucia Romanov, ex tennista rumena
- 28 aprile - Guido Rossi, ex rugbista a 15 italiano
- 28 aprile - Richard William Smith, arcivescovo cattolico canadese
- 28 aprile - Salvo Vaccaro, filosofo italiano
- 28 aprile - Franz Zumstein, illustratore, fumettista e pittore svizzero
- 29 aprile - Craig Armstrong, compositore britannico
- 29 aprile - Franco Bertoli, allenatore di pallavolo, dirigente sportivo e ex pallavolista italiano
- 29 aprile - László Dajka, allenatore di calcio e ex calciatore ungherese
- 29 aprile - Corrado Giustozzi, informatico, giornalista e scrittore italiano
- 29 aprile - Ramachandra Guha, storico indiano
- 29 aprile - Per Holmberg, ex calciatore svedese
- 29 aprile - Yasuhiro Kobayashi, fisarmonicista, arrangiatore e compositore giapponese
- 29 aprile - Željko Poljak, ex cestista e allenatore di pallacanestro jugoslavo
- 29 aprile - Trond Sollied, allenatore di calcio e ex calciatore norvegese
- 30 aprile - Alessandro Barbero, storico e scrittore italiano
- 30 aprile - Ron Cavenall, ex cestista statunitense
- 30 aprile - Nik'oloz Deriugini, ex cestista sovietico
- 30 aprile - Paul Gross, attore, regista e musicista canadese
- 30 aprile - Stephen Harper, politico canadese